# Доксатци
Доксатци (на гръцки: Δοξατινοί, доксатини) са жителите на драмската паланка Доксат (Доксато), Егейска Македония, Гърция. Това е списък на най-известните от тях.

## Родени в Алистрат
А – Б – В – Г – Д –
Е – Ж – З – И – Й –
К – Л – М – Н – О –
П – Р – С – Т – У –
Ф – Х – Ц – Ч – Ш –
Щ – Ю – Я

### А
- Андреас Дзиму (1887 – ?), гръцки търговец

### Г
- Георгиос Кавасалиотис или Каваларис (Γεώργιος Καβασαλιώτης ή Καβαλάρης), гръцки андартски деец, четник на Иван Вангелов между 1906 – 1908 година[1]

### Й
- Йоанис Хадзопулос (Ιωάννης Χαντζόπουλος), гръцки андартски деец, четник последователно на Константинос Гарефис, Емануил Кацигарис и Григорис Закас, участва в битката при Прекопана срещу турците през юли 1907 година и в други въоръжени сблъсъци[1]

### П
- Паско Денев (Донев, 1873 – ?), македоно-одрински опълченец, Втора рота на Тринадесета кукушка дружина, Продоволствен транспорт на МОО[2]
- Пасхалис Арванитидис (р. 1946), гръцки певец

### С
- Спиридон Каравангелис (Σπυρίδων Καραβαγγέλης), гръцки андартски деец, водач на чети[1]
- Ставрос Даилакис (р. 1955), гръцки политик от Нова демокрация

### Х
- Христо Кочев (1906 – 1931), виден български комунистически деец

## Починали в Алистрат
- Георги Стоименов (1873 – 1913), деец на гръцката въоръжена пропаганда в Македония